# Dipterygeae
La tribu Dipterygeae és una de les subdivisions de la família de plantes amb flors fabàcia. Recentment la seva circumscripció inclou els següents gèneres:
- Dipteryx Schreb.
- Monopteryx Spruce ex Benth.
- Pterodon Vogel
- Taralea Aubl.

Aquest clade actualment no té una definició filogènetica. Una sinapomorfia que uneix els membres d'aquesta tribu és "un inusual calza amb dos llavis en els quals els dos lòbuls superiors són més allargats i els altres tres lòbuls estan reduïts a una petita dent." Els membres de Dypterygeae, com també els del grup germana, Amburaneae, produeixen gran varietat de resines (bàlsams, coumarines, etc.).